# En La Linea Del Frente
En La Linea Del Frente är bandet The Casualties sjätte skiva och släpptes år 2005. Låtarna är precis desamma som på den tidigare skivan On the Front Line men alla texter och titlar är på spanska, sångaren Jorges modersmål. Albumet är släppt på skivbolaget Side One Dummy.

## Låtlista
1. "Casualties Armada" - 1:16
2. "Botas" - 2:23
3. "Jefes" - 2:32
4. "Clase Criminal" - 3:15
5. "Futuro Destruido" - 2:50
6. "Soldado" - 3:05
7. "Vida Perdida" - 2:12
8. "(Punk) Musica de Mi Pueblo" - 2:26
9. "Contro de la Presna" - 2:12
10. "Guerra y Odio" - 2:15
11. "Tragedia del Amor" - 3:00
12. "Cerebro Lavado" - 2:15
13. "Rebelde de Hoi!dia" - 2:29
14. "Sonidos de Mi Barrio" - 5:05